# Stara Huta (powiat gdański)
Stara Huta (kaszb. Starô Hëta) – wieś w Polsce położona w województwie pomorskim, w powiecie gdańskim, w gminie Przywidz. Wieś jest siedzibą sołectwa Stara Huta w którego skład wchodzi również wieś Czarna Huta.
W latach 1975–1998 miejscowość należała administracyjnie do województwa gdańskiego.
Inne miejscowości o nazwie Stara Huta: Stara Huta, Nowa Huta